# Marcus Harness
Marcus Anthony Myers-Harness (Coventry, 24 febbraio 1996) è un calciatore inglese con cittadinanza irlandese, centrocampista o attaccante dell'Huddersfield Town.

## Carriera
Cresciuto nei settori giovanili di Coventry City e Burton Albion, il 29 maggio 2014 firma il primo contratto professionistico con i Brewers. Dopo aver trascorso dei brevi periodi in prestito con Ilkeston e Aldershot, nel gennaio del 2016 rientra al Burton Albion, con cui ottiene la promozione in Championship.
Il 18 luglio 2017 si trasferisce a titolo temporaneo al Port Vale; tornato al Burton Albion, dopo una buona stagione a livello individuale il 18luglio 2019 viene ceduto al Portsmouth. Messosi in mostra nel corso degli anni come uno dei migliori giocatori della League One, il 15 luglio 2022 viene acquistato dall'Ipswich Town, con cui firma un triennale con opzione; con i Tractor Boys conquista due promozioni consecutive.
Il 30 agosto 2024 viene ceduto a titolo temporaneo al Derby County.

## Statistiche

### Presenze e reti nei club
Statistiche aggiornate al 22 ottobre 2024.
| Stagione             | Squadra              | Campionato           | Campionato | Campionato | Coppe nazionali | Coppe nazionali | Coppe nazionali | Coppe continentali | Coppe continentali | Coppe continentali | Altre coppe | Altre coppe | Altre coppe | Totale | Totale |
| Stagione             | Squadra              | Comp                 | Pres       | Reti       | Comp            | Pres            | Reti            | Comp               | Pres               | Reti               | Comp        | Pres        | Reti        | Pres   | Reti   |
| -------------------- | -------------------- | -------------------- | ---------- | ---------- | --------------- | --------------- | --------------- | ------------------ | ------------------ | ------------------ | ----------- | ----------- | ----------- | ------ | ------ |
| 2013-2014            | Burton Albion        | FL2                  | 3          | 0          | FACup+CdL       | 0+0             | 0               | -                  | -                  | -                  | FLT         | 1           | 0           | 4      | 0      |
| 2014-2015            | Burton Albion        | FL2                  | 18         | 0          | FACup+CdL       | 1+2             | 0               | -                  | -                  | -                  | FLT         | 1           | 0           | 22     | 0      |
| nov. 2015-gen. 2016  | Aldershot            | NL                   | 2          | 0          | FACup           | -               | -               | -                  | -                  | -                  | FAT         | 0           | 0           | 2      | 0      |
| gen.-giu. 2016       | Burton Albion        | FL1                  | 5          | 0          | FACup+CdL       | -               | -               | -                  | -                  | -                  | FLT         | -           | -           | 4      | 0      |
| 2016-2017            | Burton Albion        | FLC                  | 10         | 0          | FACup+CdL       | 1+2             | 0               | -                  | -                  | -                  | -           | -           | -           | 13     | 0      |
| 2017-2018            | Port Vale            | FL2                  | 35         | 1          | FACup+CdL       | 3+1             | 1+0             | -                  | -                  | -                  | EFLT        | 3           | 0           | 42     | 2      |
| 2018-2019            | Burton Albion        | FL1                  | 32         | 5          | FACup+CdL       | 0+4             | 0               | -                  | -                  | -                  | EFLT        | 3           | 1           | 39     | 6      |
| Totale Burton Albion | Totale Burton Albion | Totale Burton Albion | 68         | 5          |                 | 10              | 0               |                    | -                  | -                  |             | 5           | 1           | 83     | 6      |
| 2019-2020            | Portsmouth           | FL1                  | 25+2       | 5+1        | FACup+CdL       | 4+2             | 1+1             | -                  | -                  | -                  | EFLT        | 5           | 2           | 38     | 10     |
| 2020-2021            | Portsmouth           | FL1                  | 46         | 7          | FACup+CdL       | 3+2             | 1+0             | -                  | -                  | -                  | EFLT        | 1           | 2           | 52     | 10     |
| 2021-2022            | Portsmouth           | FL1                  | 40         | 11         | FACup+CdL       | 2+0             | 1+0             | -                  | -                  | -                  | EFLT        | 2           | 0           | 38     | 0      |
| Totale Portsmouth    | Totale Portsmouth    | Totale Portsmouth    | 111+2      | 23+1       |                 | 13              | 4               |                    | -                  | -                  |             | 8           | 4           | 134    | 32     |
| 2022-2023            | Ipswich Town         | FL1                  | 40         | 6          | FACup+CdL       | 3+1             | 0               | -                  | -                  | -                  | EFLT        | 3           | 2           | 47     | 8      |
| 2023-2024            | Ipswich Town         | FLC                  | 34         | 4          | FACup+CdL       | 1+4             | 0               | -                  | -                  | -                  | -           | -           | -           | 39     | 4      |
| ago. 2024            | Ipswich Town         | PL                   | 2          | 0          | FACup+CdL       | 0+1             | 0               | -                  | -                  | -                  | -           | -           | -           | 3      | 0      |
| Totale Ipswich Town  | Totale Ipswich Town  | Totale Ipswich Town  | 76         | 10         |                 | 10              | 0               |                    | -                  | -                  |             | 3           | 2           | 89     | 12     |
| ago. 2024-2025       | Derby County         | FLC                  | 7          | 1          | FACup+CdL       | 0+0             | 0               | -                  | -                  | -                  | -           | -           | -           | 7      | 1      |
| Totale carriera      | Totale carriera      | Totale carriera      | 299+2      | 40+1       |                 | 37              | 5               |                    | -                  | -                  |             | 19          | 7           | 357    | 53     |

## Palmarès

### Club

#### Competizioni nazionali
- Campionato inglese di quarta divisione: 1

Burton Albion: 2014-2015